# گودرهاندفیرتل
گودرهاندفیرتل (به آلمانی: Guderhandviertel) یک شهر در آلمان است که در Lühe واقع شده‌است. گودرهاندفیرتل ۱٬۲۳۳ نفر جمعیت دارد.